# تهر
 تَهر  روستای کوچکی از توابع بخش مرکزی شهرستان خمیر در شهرستان خمیر در استان هرمزگان ایران است. 

## محدوده تَهر
از شمال لدخی، از جنوب انجیره، از مغرب گرسور، و از سمت مشرق به کوردان  محدود می‌گردد. 

## جمعیت
دارای ۶۵ نفر (۱۸ خانوار) جمعیت است
که از اهل سنت و از شاخه شافعی هستند یعنی از پیروان امام محمد ادریس شافعی هستند. 
دارای مسجد، دبستان، آب‌انبار (برکه) و درمانگاه است.

## کشاورزیودامداری
مردم این روستا به کشاورزی دامداری اشتغال دارند.
و همچنین از کوه‌های اطراف هیزم می‌آورند و در روستاهای اطراف می‌فروشند، و از این راه گذران زندگی می‌کنند.